# Szentiváni Mihály
Szentiváni Szentiváni Mihály (Nyárádgálfalva, 1813. május 30. – Kolozsvár, 1842. december 10.) erdélyi magyar költő, író, szerkesztő, publicista, politikus.

## Életpályája
Székely primor család sarja, apja Szentiváni Sámuel, marosszéki királyi adóigazgató (rectificator) és táblabíró, szép birtokú székely primor volt. Kolozsváron tanult, 1833-ban ügyvédi oklevelet szerzett. 1834-ben az országgyűlésen az ifjúság vezetője volt, valamint tudósításokat írt, amiért feketelistára került. Nem nyerhetett útlevelet külföldre, ahol magát tanárrá akarta képezni. Falura vonult és egészen az irodalomnak kezdett élni. 1837-1838 között bejárta Erdélyt, s Vándor név alatt adta ki érdekes úti jegyzeteit a Nemzeti Társalkodóban, melybe több beszélyt is írt, leginkább humorisztikus tartalommal. Irodalmi működése mellett részt vett a megyegyűlési vitákban is, s csakhamar az ellenzék egyik kitűnőbb szónoka lett.
1840-1841 között a Remény című almanchot szerkesztette. Az 1841-es erdélyi országgyűlésen az ellenzék mellá állt, ezért ellenfelei meghiúsították követté választását. 1841-től Kemény Zsigmonddal szerkesztette az Erdélyi Híradót. Hírlapi működése emelte hírét, befolyását, de nem eszközölhette, hogy az 1841-42. évi erdélyi országgyűlésre követté választassék. Két megyében bukott meg, kijátszva saját pártja által, melynek nagyon is szabadelvű vezére volt. Ez mélyen megsebezte a különben is súlyosan beteg férfiút, mihez hozzájárult még a csalódott szerelem, amik aztán sírba is vitték.
Sírja a Házsongárdi temetőben található.

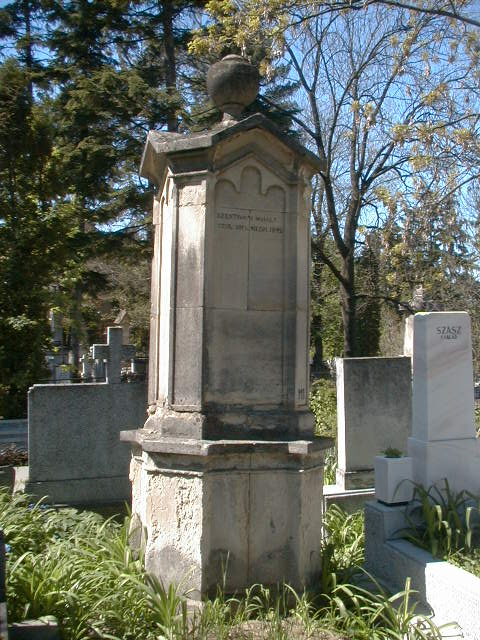
Sírja Kolozsvárott, a Házsongárdi temetőben

## Munkássága
Alig két tucat verse kimagasló értékű. Szerelmes verseiben Kisfaludy Károly és Bajza lírájának kifejezéskészletével él. Népdalaiban a legszegényebbek panaszait szólaltatta meg, az ő verseiben váltak hősökké először a szolgák, zsellérek. Kesergés helyett a rétegek erejét, életvágyát énekelte meg. Formaérzéke kitűnő: sorfajtái, dallammintái tiszták. Publicistának kiváló volt.

## Művei
- Szentiváni Mihály munkái (kiadták Kemény Zsigmond és Kriza János, 1843)
- Szentiváni Mihály összes költeményei (1930)